# Explorer 22
Explorer 22 (również: Beacon Explorer BE-B) – mały amerykański satelita do badań jonosfery. Wysłany w ramach programu programu Explorer; drugi z serii Beacon Explorer (start pierwszego, S-66, nie powiódł się). Wykonywał pomiary obfitości elektronów w górnych warstwach atmosfery i pól magnetycznych. Wyposażony był w 360 odbłyśników światła laserowego, dzięki którym 11 października 1964 przeprowadzono pierwszą udaną próbę laserowej lokalizacji satelity.

## Budowa i działanie

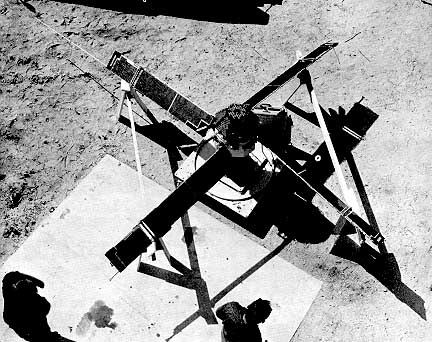
Explorer-22 podczas prac naziemnych

Początkowo stabilizowany obrotowo. Po rozłożeniu paneli ogniw słonecznych stabilizowany gradientem pola magnetycznego (magnes sztabkowy i pręty tłumiące). Do określania położenia wykorzystywano magnetometr trójosiowy i detektory Słońca.
Satelita nie był wyposażony w rejestratory danych – telemetria i dane naukowe przekazywane były tylko w czasie rzeczywistym, pod warunkiem widzialności naziemnych stacji łączności.
W sierpniu 1968 przerwano zbieranie danych telemetrycznych z Explorera 22. W lipcu 1969 Centrum Lotów Kosmicznych imienia Roberta H. Goddarda zaniechało śledzenia statku i jego wykorzystania naukowego. Zadanie to, w oparciu o elementy orbity wyznaczane przez NORAD, przejęła ESRO. Satelita przestał działać w lutym 1970. W jego zastępstwo wysłano satelitę BE-C.
Statek pozostaje na orbicie okołoziemskiej, której trwałość szacuje się na 250 lat.

## Ładunek
- Próbniki elektrostatyczne typu Langmuira

Dwa cylindryczne próbniki elektrostatyczne do pomiaru gęstości i temperatury elektronów. Każdy składał się z elektrody zbierającej umieszczonej w pierścieniu osłaniającym. Pierścień miał długość 12,7 cm, a elektroda 22,86 cm. Elektrody był naprzemiennie przemiatane napięciem zmiennym o przebiegu piłokształtnym, o amplitudach -3 i +5 wolt, z częstotliwością 2 Hz. Ładunek zbierany przez elektrody informował o gęstości elektronów, ich temperaturze i średniej masie jonów. Przyrząd zbierał dane przez 22 sekundy co 3 minuty. Wyłączony w sierpniu 1968.
- Nadajniki radiowe fal spolaryzowanych pracujące na częstotliwościach 20,005, 40,010, 41,010, 360,090 MHz, do namierzania radiowego statku przez stacje śledzenia "Transit" i pomiarów obfitości elektronów. Zbierał dane do stycznia 1970.
- 360 odbłyśników laserowych

Pasywny eksperyment laserowy służący określaniu położenia statku (kąta i odległości) na orbicie. Składał się z dziewięciu paneli po 40 odbłyśników kwarcowych, oświetlanych z Ziemi mikrosekundowymi impulsami lasera rubinowego.
- Eksperyment nawigacji dopplerowskiej

Eksperyment stanowiły dwa nadajniki ciągłych koherentnych niemodulowanych fal radiowych o częstotliwości 162 i 324 MHz, odbieranych przez sieć Tranet Doppler Network, w celu badań geodezyjnych. Generator fal oparty był na podwójnym rezonatorze kryształkowym, o częstotliwości podstawowej 3 MHz ± 80 ppm.